# حفل توزيع جوائز الإيمي برايم تايم الحادي والسبعون

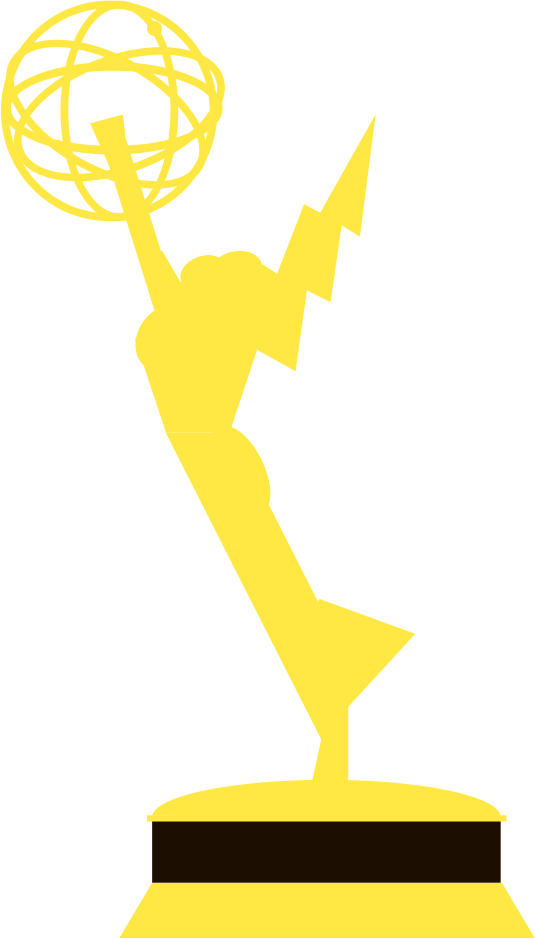

حفل توزيع جوائز الإيمي برايم تايم السنوي الحادي والسبعون هو حفل توزيع جوائز الإيمي لأفضل البرامج التلفزيونية في الولايات المتحدة في الفترة الممتدة من 1 يونيو 2018 حتى 31 مايو 2019 ، على النحو الذي تم اختياره من قبل أكاديمية الفنون والعلوم التلفزيونية. أقيم الحفل في 22 سبتمبر 2019 ، في مسرح مايكروسوفت في وسط مدينة لوس أنجلوس، كاليفورنيا، وتم بثه في الولايات المتحدة بواسطة فوكس ؛ سبقتها جوائز إيمي للفنون الإبداعية الـ 71 في 14 و 15 سبتمبر. وبُثّ في الولايات المتحدة على شبكة شبكة فوكس التلفزيونية ودبي وان وشبكة أوربت شوتايم وإم بي سي 4 في الشرق الأوسط وشمال أفريقيا.
لم يكن للعرض أي مضيف للمرة الرابعة في تاريخه، في أعقاب البث التلفزيوني في عام 2003 (عندما عرضت الجوائز أيضًا على فوكس) ، 1998 (على هيئة الإذاعة الوطنية) ، و 1975 (على سي بي إس).
تم الإعلان عن الترشيحات بواسطة دارسي كاردين وكين جيونغ في 16 يوليو 2019. تصدر مسلسل صراع العروش الترشيحات بأربعة عشر من بينهم تسعة ممثلين وثلاثة توجيهات، يليه مسلسل عندما رأونا بأحد عشر وباري برصيد تسعة. بما في ذلك ترشيحاتها في جوائز الفنون الإبداعية، أنشأت صراع العروش رقما قياسيا جديدا لمعظم ترشيحات الإيمي التي تلقاها في نفس العام من قبل أي مسلسل كوميدي أو درامي مع 32 ترشيحًا. تلقى بوب تي في أول ترشيحات لجائزة إيمي تايم مع إيمي شيت. فاز فليباغ بأكبر عدد من الجوائز بأربع جوائز، وفاز Chernobyl بثلاث جوائز.

## الفائزون والمرشحون
في 9 أبريل 2019 ، تم الإعلان عن أن قصة الرعب الأمريكية: نهاية العالم، والموسم الثامن من سلسلة مختارات الرعب الأمريكية قصة الرعب الأمريكية، والموسم الثاني من The Sinner سيكون غير مؤهل لفئات السلسلة المحدودة على عكس مواسمها السابقة، وبدلاً من ذلك يتم نقلها إلى الدراما بسبب «استمرار خيوط القصة والشخصيات والجهات الفاعلة التي تعيد أدوار الشخصيات نفسها من المواسم السابقة» ، مما يجعل السلسلة أقل ملاءمة لتنسيق مختارات. لأسباب مماثلة، تم نقل الموسم الثاني من المخرب الأمريكي من سلسلة محدودة إلى فئة كوميديا.
- يتم سرد الفائزون أولا وإبرازها بخط غامق

### البرامج التلفزيونية
| أفضل مسلسل كوميدي | أفضل مسلسل درامي |
| --- | --- |
| - فليباغ (فيديو برايم) - باري (إتش بي أو) - المكان الجيد (إن بي سي) - السيدة مايزل الرائعة (فيديو برايم) - الدمية الروسية (نتفليكس) - شيتس كريك (بوب تي في) - نائبة الرئيس (إتش بي أو)                                              | - صراع العروش (إتش بي أو) - من الأفضل الاتصال بسول (إيه إم سي) - حارس شخصي (نتفليكس) - قتل حواء (بي بي سي أمريكا) - أوزارك (نتفليكس) - Pose (إف إكس) - ساكساشين (إتش بي أو) - هؤلاء نحن (إن بي سي)         |
| أفضل سلسلة محدودة متميزة | أفضل فيلم تلفزيوني |
| - تشيرنوبيل (إتش بي أو) - الهروب في دانيمورا (شوتايم) - فوس / فيردون (إف إكس) - أدوات حادة (إتش بي أو) - عندما رأونا (نتفليكس) | - المرآة السوداء: باندرسناتش (المرآة السوداء) (نتفليكس) - بريكزت (إتش بي أو) - ديدوود: الفليم (إتش بي أو) - الملك لير (فيديو برايم) - عشاءي مع هيرفي (إتش بي أو)                                           |
| أفضل سلسلة نقاش متنوعة بارزة | أفضل سلسلة متنوعة من الرسومات المتميزة |
| - الأسبوع الماضي هذا المساء مع جون أوليفر (إتش بي أو) - ذا ديلي شو (كوميدي سنترال) - Full Frontal with Samantha Bee (TBS) - جيمي كيميل لايف! (أيه بي سي) - ذا ليت ليت شو مع جيمس كوردن (سي بي إس) - ذا ليت شو مع ستيفن كولبير (CBS) | - ساترداي نايت لايف (NBC) - في المنزل مع ايمي سيداريس (ترو تي في) - وثائقي الآن! (قناة الأفلام المستقلة) - التاريخ الثمل (Comedy Central) - أحبك , أمريكا مع سارة سيلفرمان (هولو) - ما هي أمريكا؟ (شوتايم) |
| أفضل برنامج مسابقة متميز | |
| - روبول دراق ريس (في إتش 1) - السباق المدهش (CBS) - محارب النينجا الأمريكي (NBC) - Nailed It! (نتفليكس) - توب شيف (Bravo) - ذا فويس (NBC)                                                                                           | |

## روابط خارجية
- حفل توزيع جوائز الإيمي برايم تايم الحادي والسبعون على موقع IMDb (الإنجليزية)
- حفل توزيع جوائز الإيمي برايم تايم الحادي والسبعون على موقع كينوبويسك (الروسية)